# Hof am Leithaberge
Hof am Leithaberge osztrák mezőváros Alsó-Ausztria Bruck an der Leitha-i járásában. 2022 januárjában 1607 lakosa volt. 

## Elhelyezkedése

Hof am Leithaberge a Bruck an der Leitha-i járásban

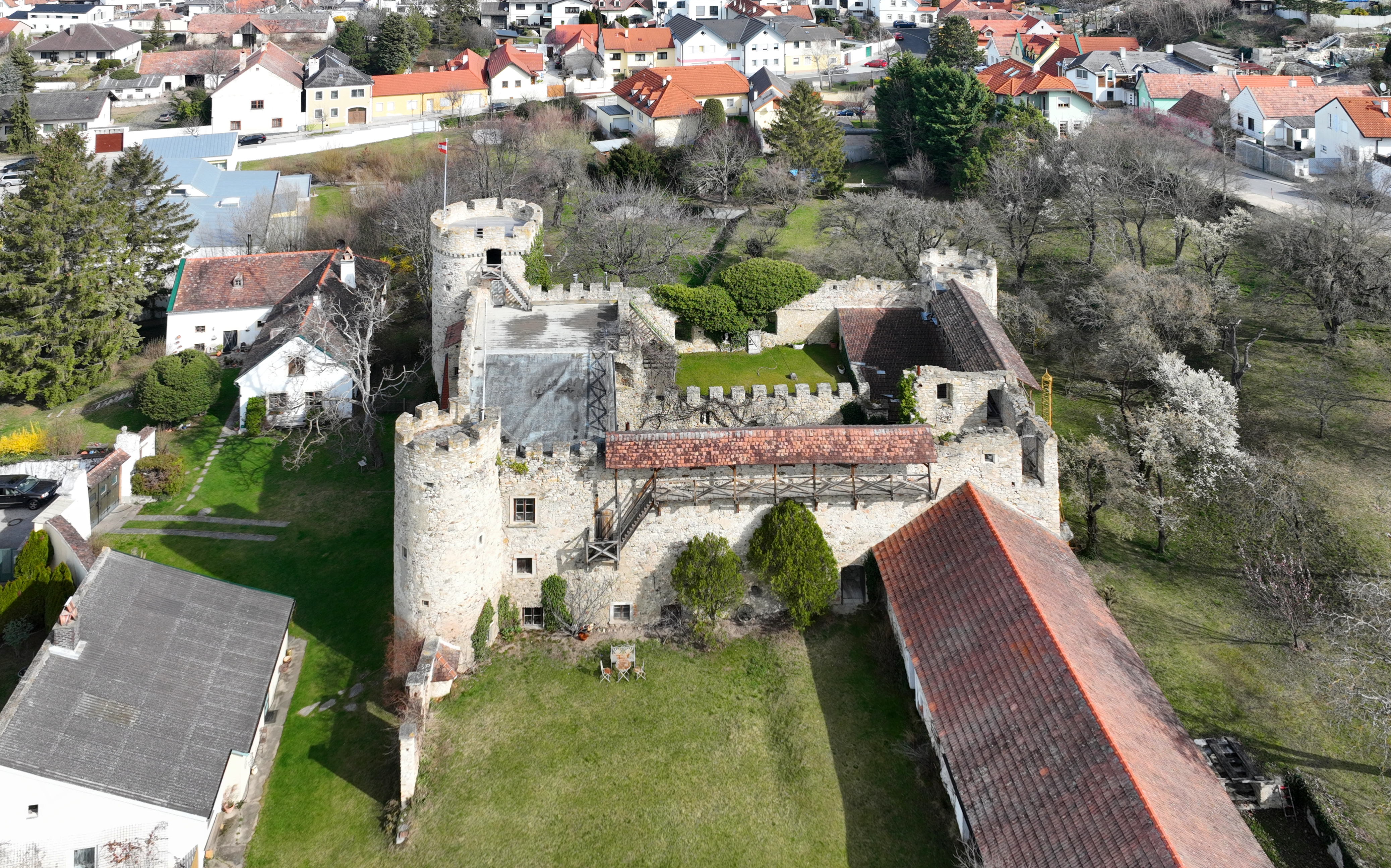
Spitzturmhof

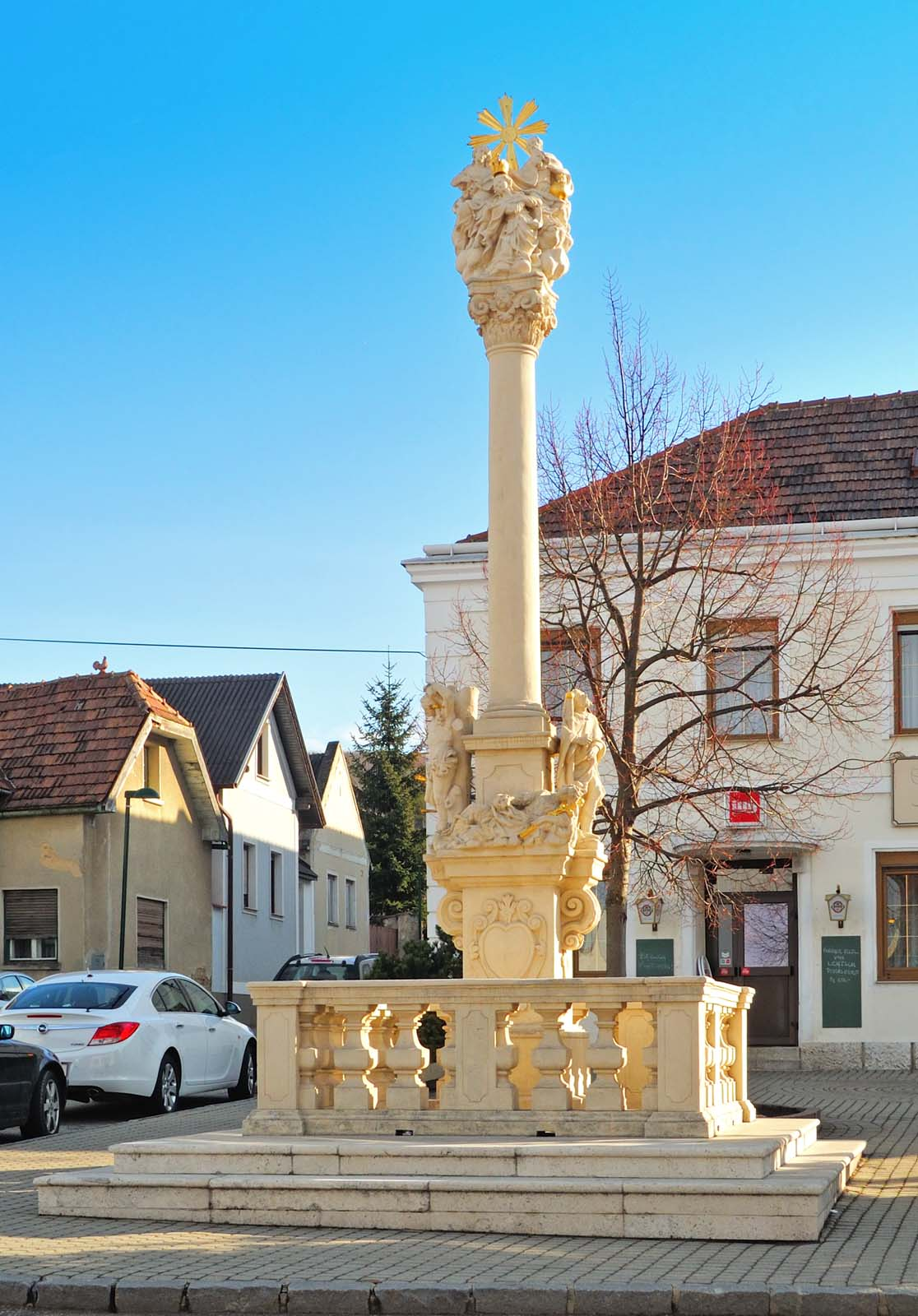
A Szentháromság-oszlop

Hof am Leithaberge a tartomány Industrieviertel régiójában fekszik, a Lajta-hegység nyugati lejtőin. Északnyugati határát a Lajta alkotja. Legmagasabb pontja a Steinerwegberg (443 m). Területének 37,6%-a erdő, 53,7% áll mezőgazdasági művelés alatt. Az önkormányzathoz egyetlen település és katasztrális község tartozik. 
A környező önkormányzatok: délnyugatra Au am Leithaberge, északnyugatra Seibersdorf, északra Reisenberg, északkeletre Mannersdorf am Leithagebirge, keletre Feketeváros, délnyugatra Fertőfehéregyháza (utóbbi kettő Burgenlandban).

## Története
A mezőváros területén Mannersdorftól délre újkőkori kőbaltákra és edényekre bukkantak a régészek, ami egy neolitikus településre utal. Hof első írásbeli említése 1208-ból származik Chof formában. A 13. század végén épült Turmhof vára, amelyből mára csak romok maradtak. A Szent Mihály-templom 1433-ban kapta meg a plébániatemplomi státuszt. Bécs 1529-es ostromakor a törökök elpusztították, a korábbi lakosok helyére horvátokat telepítettek; 1544-ben mindössze 31 német ajkú lakosa volt a falunak. Ő mindannyian a protestáns hitet vallották, míg a horvátok katolikusok voltak.

## Lakosság
A Hof am Leithaberge-i önkormányzat területén 2022 januárjában 1607 fő élt. A lakosságszám 1971 óta gyarapodó tendenciát mutat. 2020-ban az ittlakók 88,4%-a volt osztrák állampolgár; a külföldiek közül 1,1% a régi (2004 előtti), 8,3% az új EU-tagállamokból érkezett. 1,6% az egykori Jugoszlávia (Szlovénia és Horvátország nélkül) vagy Törökország, 0,6% egyéb országok polgára volt. 2001-ben a lakosok 87,5%-a római katolikusnak, 2,5% evangélikusnak, 2,1% ortodoxnak, 6,2% pedig felekezeten kívülinek vallotta magát. Ugyanekkor a legnagyobb nemzetiségi csoportokat a németek (92,7%) mellett a szerbek (2,1%) és a magyarok (1,2%) alkották.
A népesség változása:

| 2016 | 1 525 |
| 2018 | 1 549 |

## Látnivalók
- a Szt. Miklós-plébániatemplom
- Spitzturmhof várának romjai
- az 1770-ben emelt Szentháromság-oszlop
- a Ferenc József-kilátó

## Fordítás
- Ez a szócikk részben vagy egészben  a   Hof am Leithaberge című német Wikipédia-szócikk ezen változatának fordításán alapul.  Az eredeti cikk szerkesztőit annak laptörténete sorolja fel. Ez a jelzés csupán a megfogalmazás eredetét és a szerzői jogokat jelzi, nem szolgál a cikkben szereplő információk forrásmegjelöléseként.